# تفاعل ألومنيوم حراري

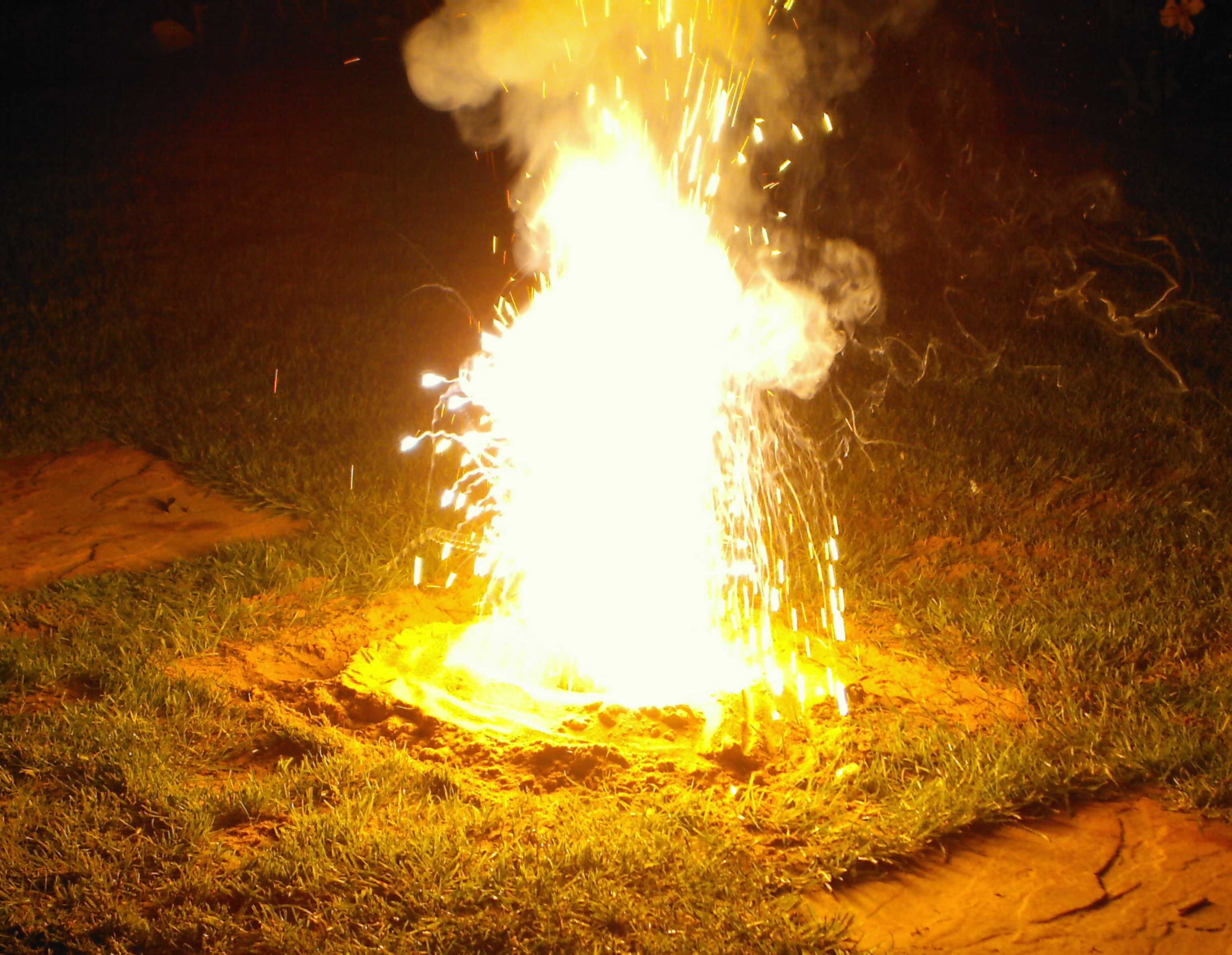
تفاعل الثرميت يتضمن تفاعلاً حرارياً يقوم الألومنيوم فيه بدور مختزل

تفاعلات الألومنيوم الحرارية هي تفاعلات كيميائية طاردة للحرارة تتضمن دخول الألومنيوم فيها عاملاً للاختزال عند درجات حرارة مرتفعة. نظراً للقوة الاختزالية الجيدة للألومنيوم فهو قادر على نزع الأكسجين من أكاسيد عدة عناصر (سيرمز لها هنا E) كما في التفاعل الترميزي:
{\displaystyle {\ce {2 Al + E2O3 ->Al2O3 + 2E}}}
من الأمثلة المشهورة على ذلك مثال الثرميت في تفاعل أكسيد الحديد مع الألومنيوم:
{\displaystyle {\ce {Fe2O3 + 2 Al -> 2 Fe + Al2O3}}}
تعد هذه التفاعلات ذات أهمية صناعية في مجال إنتاج سبائك الحديد.